# Hannu Jussila
Hannu Jussila (* 30. September 1946) ist ein ehemaliger finnischer Radrennfahrer und nationaler Meister im Radsport.

## Sportliche Laufbahn
Jussila gewann die Eintagesrennen Joensuun kortteliajot 1966 und Kouvolan maantieajot 1970.
Die Internationale Friedensfahrt bestritt er siebenmal. 1977 wurde er 86., 1978 49., 1979 83., 1980 63., 1981 72. und 1982 78. der Gesamtwertung. 1968 war er ausgeschieden. 1969 startete er mit der finnischen Nationalmannschaft im Milk Race.